# Baozotjåkka
De Baozotjåkka (Baozojohka) is een bergbeek, die stroomt in de Zweedse  gemeente Kiruna. Ze verzorgt de afwatering van het meertje Baozojaure ( ca 16 hectare). Het afwateringsriviertje is 2 kilometer lang. Ze stroomt dan de Gámaeatnu in.